# 케로로 군조 (극장판)
초극장판 케로로 중사(超劇場版 ケロロ軍曹)은 요시자키 미네의 만화 '케로로 중사'를 원작으로 한 영화로, 애니메이션 판을 기초로 제작한 애니메이션 영화이다.

## 초극장판 케로로 중사 2기: 심해의 프린세스
'초극장판 케로로 중사: 심해의 프린세스'는 지난 2007년 3월 17일에 공개된 '케로로 중사'의 두 번째 극장판으로 상영시간은 80분, 동시 상영된 영화는 '꼬마 케로! 케로볼의 비밀!?'이다.

### 꼬마 케로! 케로볼의 비밀!?
'꼬마 케로! 케로볼의 비밀!?'는 2007년 3월 17일에 공개된, 극장판 케로로 중사의 작품으로, 풀 3D-CG로 제작되었다. 상영시간은 17분으로 '초극장판 케로로 중사 2기: 심해의 프린세스'와 동시 상영되었다.

## 초극장판 케로로 중사 3기: 케로로 대 케로로 천공대결전
'초극장판 케로로 중사 3기: 케로로 대 케로로 천공대결전'는 지난 2008년 3월 31일에 공개된 '케로로 중사'의 세 번째 극장판으로 상영시간은 96분, 동시 상영된 영화는 '무사 케로, 전국 런 스타 대 배틀'이다.

### 초극장판 케로로 중사 극장판 3기 동시상영 - 무사 케로, 전국 런 스타 대 배틀
《초극장판 케로로 중사 3기: 케로로 대 케로로 천공대결전》의 동시 상영 작품이다.

## 초극장판 케로로 중사 4기: 격침 드래곤 워리어즈
'초극장판 케로로 중사: 격침 드래곤 워리어즈'은 2009년 3월 7일 일본에서 공개되어 2009년 4월 30일에 대한민국에서 개봉됐다. 동시상영작은 ケロ0 出発だよ! 全員集合!!(케로제로, 출발이야! 전원집합!)이다.